# Михайловка (Донецкий городской совет)
Михайловка (укр. Михайлівка) — село на Украине, административно подчинено Моспинскому горсовету Пролетарского района города Донецка. Находится под контролем самопровозглашённой Донецкой Народной Республики.

## География
В Донецкой области имеется ещё 6 одноимённых населённых пунктов, в том числе село Михайловка в соседнем Шахтёрском районе и посёлок Михайловка в составе города Горловки, село Михайловка в Тельмановском районе на юге области.

#### Соседние населённые пункты по странам света
СЗ: Бирюки, город Моспино
З: Вербовая Балка
ЮЗ: Андреевка (примыкает), Светлое, Александровка
ЮЮЗ: Чумаки, Горбатенко
С: —
СВ: Новодворское (примыкает), Агрономичное, Многополье
В: Червоносельское
ЮВ: Володарского, Осыково

## Общая информация
Площадь — 0,37 км кв. Почтовый индекс — 83498. Телефонный код — 622.

## Население
| Год  | Количество жителей |
| ---- | ------------------ |
| 1989 | 61                 |
| 2001 | 64                 |
| 2001 | 63                 |
| 2001 | 50                 |

## Адрес местного совета
83492, Донецкая область, Донецкий горсовет, г. Моспино, ул. Кооперативная, 22, тел. 221-71-12